# Глаголєва Віра Віталіївна
Глаго́лєва Віра Віта́ліївна (31 січня 1956, Москва, Російська РФСР — 16 серпня 2017, Баден-Баден, Німеччина) — радянська, російська акторка театру і кіно, кінорежисерка, сценаристка, продюсерка. Заслужена артистка Росії (1995). Народна артистка Росії (2011).
Фігурантка бази даних центру «Миротворець» як особа, що становила загрозу національній безпеці України і міжнародному правопорядку.

## Біографія
Народилась в сім'ї вчителя фізики та біології Віталія Павловича Глаголєва (1930—2007) і вчительки початкових класів Галини Наумівни Глаголєвої (1929—2010).

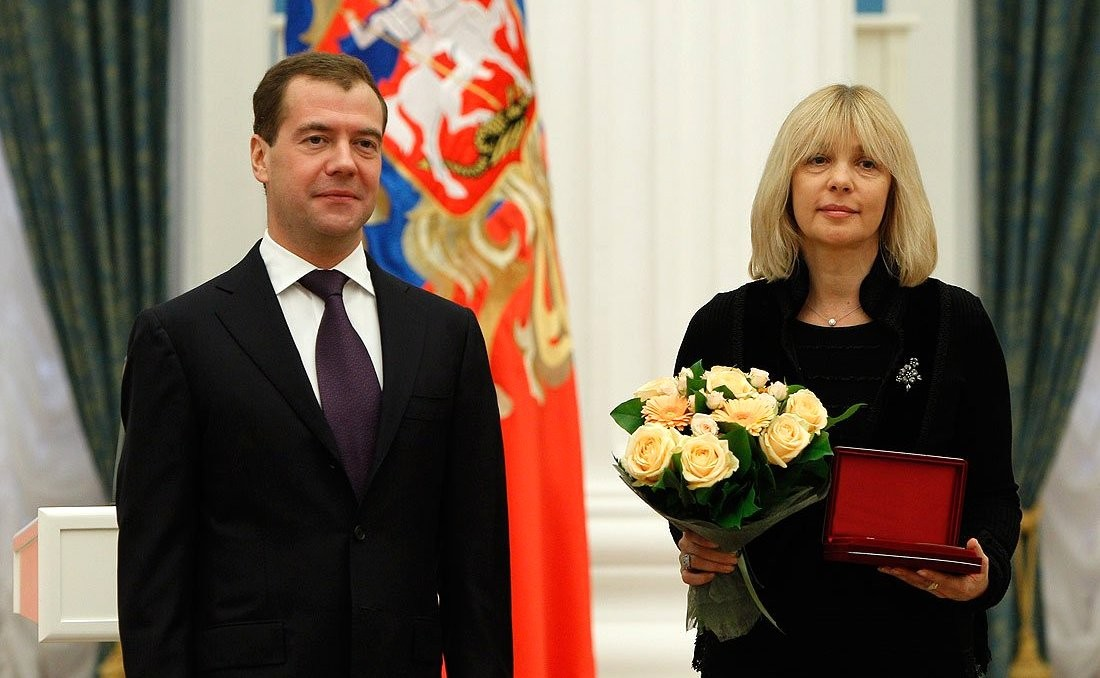
Віра Глаголєва під час присвоєння звання «Народний артист Російської Федерації» (2011)

Сім'я жила біля Патріарших ставів, на вулиці Олексія Толстого, в будинку № 22/2 Наркомату шляхів сполучення, у квартирі, яку отримав дід Віри за материнською лінією, який у 1930-ті роки працював конструктором-винахідником швидкісних потягів. В 1962 році сім'я переїхала в Ізмайлове. З 1962 року по 1966 рік Віра Глаголєва жила в НДР.
В юності Віра займалась стрільбою з лука, стала майстром спорту, виступала за юнацьку збірну Москви й не думала про кар'єру акторки.
У кіно знялась вперше зразу після закінчення школи, у 1974 році. Вона була помічена на «Мосфільмі» асистентом режисера фільму «На край світу…». Віра погодилась підіграти актору, якого пробували на роль Володі, швидко вивчила текст й поводилася дуже природно. Врешті-решт, була запрошена на головну роль. Режисер фільму Родіон Нахапетов пояснював розкутість Віри тим, що вона не прагнула до артистичної кар'єри, а тому не хвилювалась.
Незабаром Віра Глаголєва одружилася з Нахапетовим і знялась ще в кількох його стрічках: «Вороги», «Не стріляйте в білих лебедів» (1980), «Про тебе» (1981).
У 1977 році Глаголєва отримала запрошення на роль Варі у фільмі «У четвер і більше ніколи» режисера Анатолія Ефроса. Гра непрофесійної акторки так вразила Ефроса, що він запросив Глаголєву у свій Московський драматичний театр на Малій Бронній. Віра Глаголєва тоді відмовилась, але пізніше жалкувала про втрачену можливість.
Так і не отримавши акторської освіти, Віра Глаголєва багато знімалась. Її унікальний акторський тип — тендітна поетичність у поєднанні з прихованою силою й цілісністю, ламкою пастилкою, точність «психологічного руху», неординарна й кіногенічна зовнішність [Архівовано 23 жовтня 2021 у Wayback Machine.] — прийшовся до часу  й виявився затребуваним у 1970—1980-х роках.
У 1990 роки Віра Глаголєва дебютувала як кінорежисер, знявши фільм-притчу за сценарієм Світлани Грудович «Зламане світло». Це історія про творчих людей, які на межі 1980—90-х років, у час демократичних змін — провісників розпаду Радянського Союзу, не можуть знайти роботу. У 2005 році вийшов фільм «Замовлення», який завоював приз глядацьких симпатій кінофестивалю «Мерідіани Тихого».
Наступна робота режисера — фільм «Чортове колесо» (2006), була нагороджена ґран-прі I-го всеросійського кінофестивалю «Золотий фенікс» у Смоленську.
У 2010 році Віра Глаголєва зняла фільм «Одна війна», що розповідає про важку долю жінок, які народили дітей від німецьких окупантів. Фільм був відмічений нагородами більше 30 міжнародних кінофестивалів.
У 2014 році Віра Глаголєва екранізувала п'єсу І. С. Тургенєва «Місяць в селі» (фільм «Дві жінки» з Рейфом Файнсом в одній з головних ролей).
Віра Глаголєва грала у спектаклях-антрепризах: «Російська рулетка. Жіночий варіант» (антреприза «Аметист»), «Поза емігранта» (антреприза Леоніда Трушкіна у Театрі Антона Чехова).
В останні роки життя керувала майстернею театрального факультету Московського інституту телебачення та радіомовлення «Останкіно».

## Громадянська позиція
Прибічниця путінського режиму. Виступала в окупованому Росією Криму. Фігурантка бази даних центру «Миротворець» як особа, що становила загрозу національній безпеці України і міжнародному правопорядку.

## Смерть та поховання
Померла 16 серпня 2017 року в німецькому курортному місті Баден-Баден після важкого онкологічного захворювання.
Похована 19 серпня 2017 року на Троєкурівському цвинтарі Москви.

## Фільмографія
Акторські роботи (вибірково):
- «На край світу…» (1975, Сіма)
- «У четвер і більше ніколи» (1977, Варя)
- «Вороги» (1977, Надя, племінниця Захара Бардіна )
- «Підозрілий» (1978, Катя Арнаут)
- «Не стріляйте в білих лебедів» (1980, Нонна Юріївна, вчителька)
- «Зорепад» (1981, Женька)
- «Про тебе» (1981)
- «Торпедоносці» (1983, Шура)
- «Преферанс по п'ятницях» (1984)
- «Той, хто йде слідом» (1984, вчителька)
- «Вибач нас, перше кохання» (1984, Олена)
- «Щиро Ваш...» (1984, Катя, актриса (озвучила Анна Каменкова)
- «Вийти заміж за капітана» (1985, фотокореспондентка Олена Павлівна Журавльова)
- «Недільний тато» (1985, Олена, вихователька)
- «Снайпери» (1985, Роза Ковальова)
- «Парасолька для наречених» (1986, Зоя)
- «Замах на ГОЕЛРО» (1986, Катя Царьова)
- «Ті, що зійшли з небес» (1986, Маша)
- «Без сонця» (1987, Настя)
- «Есперанса» (1988)
- «Ці... три вірні карти...» (1988, Ліза)
- «Воно» (1989)
- «Жінки, яким пощастило» (1989, Віра Боглюк)
- «Соф'я Петрівна» (1989, Наталя)
- «Зламане світло» (1990, Ольга)
- «Я сама» (1993. Надя; Росія—Україна)
- «Бідна Саша» (1997, мати, Ольга Василівна)
- «Жінок ображати не рекомендується» (1999, Віра Кирилова)
- «Маросейка, 12» (2000, серіал; Ольга)
- «Інша жінка, інший чоловік...» (2003, Ніна)
- «Обручка» (2008, телесеріал) та ін.

Режисер-постановник:
- «Зламане світло» (1990)
- «Замовлення» (2005)
- «Чортове колесо» (2006)
- «Одна війна» (2009)
- «Дві жінки» (2014)
- «Не чужі» (2018)